# Ankamantatra et Ankifidy
 (juillet 2024).
La mise en forme du texte ne suit pas les recommandations de Wikipédia : il faut le « wikifier ».
Les points d'amélioration suivants sont les cas les plus fréquents :
- Les titres sont pré-formatés par le logiciel. Ils ne sont ni en capitales, ni en gras.
- Le texte ne doit pas être écrit en capitales (les noms de famille non plus), ni en gras, ni en italique, ni en « petit »…
- Le gras n'est utilisé que pour surligner le titre de l'article dans l'introduction, une seule fois.
- L'italique est rarement utilisé : mots en langue étrangère, titres d'œuvres, noms de bateaux, etc.
- Les citations ne sont pas en italique mais en corps de texte normal. Elles sont entourées par des guillemets français : « et ».
- Les listes à puces sont à éviter, des paragraphes rédigés étant largement préférés. Les tableaux sont à réserver à la présentation de données structurées (résultats, etc.).
- Les appels de note de bas de page (petits chiffres en exposant, introduits par l'outil «  Source ») sont à placer entre la fin de phrase et le point final[comme ça].
- Les liens internes (vers d'autres articles de Wikipédia) sont à choisir avec parcimonie. Créez des liens vers des articles approfondissant le sujet. Les termes génériques sans rapport avec le sujet sont à éviter, ainsi que les répétitions de liens vers un même terme.
- Les liens externes sont à placer uniquement dans une section « Liens externes », à la fin de l'article. Ces liens sont à choisir avec parcimonie suivant les règles définies. Si un lien sert de source à l'article, son insertion dans le texte est à faire par les notes de bas de page.
- La présentation des références doit suivre les conventions bibliographiques. Il est recommandé d'utiliser les modèles {{Ouvrage}}, {{Chapitre}}, {{Article}}, {{Lien web}} et/ou {{Bibliographie}}. Le mode d'édition visuel peut mettre en forme automatiquement les références.
- Insérer une infobox (cadre d'informations à droite) n'est pas obligatoire pour parachever la mise en page.

Pour une aide détaillée, merci de consulter Aide:Wikification.
Si vous pensez que ces points ont été résolus, vous pouvez retirer ce bandeau et améliorer la mise en forme d'un autre article.
Ankamantatra et Ankifidy sont deux formes traditionnelles de devinettes malgaches profondément enracinées dans la culture et le folklore de Madagascar. Ces jeux de réflexion verbaux sont non seulement des moyens de divertissement, mais aussi des outils éducatifs qui permettent de transmettre des connaissances, des valeurs morales et des sagesses ancestrales à travers les générations.
L'Ankamantatra, souvent poétique et symbolique, invite à deviner un objet ou un concept à partir d'une description énigmatique, tandis que l'Ankifidy se concentre davantage sur des jeux de mots et le choix entre deux objets. Ensemble, ces deux pratiques sont un reflet du riche patrimoine oral malgache et continuent de jouer un rôle essentiel dans la préservation de la langue et des traditions culturelles de l'île.

## Description
Ces deux traditions orales font partie intégrante des sources de savoir et se présentent comme des canaux de transfert de connaissances pour les Malgaches à une certaine époque. Bien que les traditions orales intégrant l'énigme et les devinettes soient pratiquées partout dans le monde, les Malgaches en ont leur propre appréhension et utilisation. Tandis que chez d'autres civilisations, cela implique la résolution de problèmes ou la recherche de trésors, pour les Malgaches, cela s'accompagnait d'une réelle volonté d'apprentissage.
Les Malgaches d'une époque ancienne utilisaient ces deux "jeux" familiaux comme outils éducatifs pour les jeunes générations. De plus, par le biais de ces instruments, les anciens enseignaient aux jeunes le discernement, la logique et la ruse. Ces jeux sont représentés par des énigmes ou des questions énigmatiques.
Elles font partie, avec les contes et les chants traditionnels, de la richesse de l'art oratoire du pays et de la tradition malgache.

## Ankamantatra
À l'époque des Ntaolo, les "Ankamantatra" n'étaient pas de simples divertissements, mais servaient surtout à aiguiser les esprits et l'imagination des jeunes.
L'Ankamantatra commence généralement par la question : "Inona ary izany, oh?" (littéralement "Devine ce que c'est").

## Ankifidy
L'Ankifidy a des points communs avec les Ankamantatra, sauf que ce dernier se base sur le fait de "faire un choix". Aussi, l'Ankifidy commence généralement par Choisi, la racine du mot Ankifidy étant "Fidy" ou choix.

### Publication associées
- https://ankizy.fr.gd/ANKAMANTATRA.htm

- https://www.nocomment.mg/ankamantatra/

- https://books.google.mg/books?hl=fr&lr=&id=sFgCmzWRK6QC&oi=fnd&pg=PA5&dq=Ankamantatra&ots=FuedwNZXH6&sig=GIop8PHrHzcf6QeaxEcWj57Xbp0&redir_esc=y#v=onepage&q=Ankamantatra&f=false

- https://randriamialy.mondoblog.org/2014/07/08/contes-legendes-de-madagascar-les-personnages/

- https://www.cocolodgemajunga-madagascar.com/contes-et-legendes-de-madagascar-dieu-et-le-coeur-noble/